# José Pedro Alves Salazar
José Pedro Alves Salazar, meglio conosciuto come Zé Pedro (Montijo, 18 ottobre 1978), è un ex calciatore portoghese, di ruolo centrocampista.

## Caratteristiche tecniche
Gioca come centrocampista centrale.

## Carriera

### Club
Dopo aver giocato con varie squadre portoghesi, nel 2004 si trasferisce al Belenenses.